# 함선우

## 클럽 경력
함선우는 FC서울 유소년 출신으로, 신평고등학교 재학 시절부터 주장을 맡으며 두각을 나타냈다.  
2025년 3월, 화성 FC로 임대 이적하며 K리그2 무대에 데뷔하였다. 프로 데뷔 이후 빠르게 주전 센터백 자리를 꿰차며 팀 수비의 핵심으로 활약 중이다.

## 국가대표 경력
- 대한민국 U-19 대표 (2024년): 3경기 출전, 주장 경험

## 프로 통계
- 2025 시즌 (7월 기준):

```
 - K리그2: 13경기 출전  
 - FA컵: 1경기 출전  
 - 클린시트 기여 및 경기당 평균 태클, 인터셉트 수 우수 기록
```

## 특징
191cm의 장신과 84kg의 탄탄한 피지컬을 바탕으로 제공권 장악력이 뛰어나다.  
대인 방어 능력과 함께 빌드업 상황에서도 안정적인 패스를 구사하며, 현대적 센터백으로서 성장 가능성이 높다는 평가를 받고 있다.

## 수상
- 2025년 5월 화성 FC 월간 MVP 선정